# Sân bay quốc tế Zamboanga
Sân bay quốc tế Zamboanga (tiếng Filipin: Paliparang Pandaigdig ng Zamboanga, tiếng Chavacano và tiếng Tây Ban Nha: Aeropuerto Internacional de Zamboanga) (IATA: ZAM, ICAO: RPMZ) là sân bay chính phục vụ Thành phố Zamboanga ở Philippines. Đây là sân bay bận rộn thứ 2 ở Mindanao sau Sân bay quốc tế Francisco Bangoy ở Thành phố Davao. Sân bay có tổng diện tích 270 ha.
Quân đội Mỹ đã xây sân bay này sau khi đến đây vào ngày 15 tháng 3 năm 1945.

## Các hãng hàng không và các tuyến điểm
Các hãng hàng không sau đang hoạt động tại sân bay này:

### Nội địa
- Cebu Pacific (Cebu, Davao, Manila)
- Philippine Airlines (Manila)
  - PAL Express (Cebu, Davao)
- South East Asian Airlines (Bongao, Cotabato, Jolo)

### Quốc tế
- South East Asian Airlines (Sandakan) [theo mùa]

### Các hãng vận tải hàng hóa
- Pacific East Asia Cargo Airlines
- 2GO

### Các hãng đã từng hoạt động ở đây
- Air Philippines
- Asian Spirit
- Malaysia Airlines
- Mindanao Express
- Mosphil Aero
- South Phoenix Airways
- Swift Air